# Tachardiella ourinhensis
Tachardiella ourinhensis är en insektsart som beskrevs av Hempel 1937. Tachardiella ourinhensis ingår i släktet Tachardiella och familjen Kerriidae. Inga underarter finns listade i Catalogue of Life.